# Phlebocarya
Phlebocarya là một chi thực vật có hoa thân thảo trong họ Haemodoraceae.
Chi này được Robert Brown mô tả lần đầu tiên năm 1810.
Các loài trong chi này là đặc hữu khu vực tây nam Tây Australia.

## Các loài
- Phlebocarya ciliata R.Br.
- Phlebocarya filifolia (F.Muell.) Benth.
- Phlebocarya pilosissima (F.Muell.) Benth.